# Metaphaena militaris
Metaphaena militaris är en insektsart som först beskrevs av Carl Eduard Adolph Gerstäcker 1895. 
Metaphaena militaris ingår i släktet Metaphaena och familjen lyktstritar. Inga underarter finns listade i Catalogue of Life.